# Полет 2303 на „Чайна Нортуест Еърлайнс“
Полет 2303 на „Чайна Нортуест Еърлайнс“ е редовен вътрешен пътнически полет от международното летище „Сиан Сианянг“, Сиан, до бившето международно летище „Гуанджоу Байюн“, Гуанджоу в Китай. На 6 юни 1994 г. самолетът, който лети по маршрута – „Туполев Ту-154M“, се разпада по време на полет и се разбива в земята, което причинява смъртта на всичките 146 пътници и 14 членове на екипажа, повечето от които загиват при удара. Останките падат на югоизток от летище „Сиан Сианянг“, разпръснати върху земеделска земя.
Лошата поддръжка е вероятната причина за инцидента. Предишната вечер ъгълът за отклонение на автопилота е погрешно свързан към управлението по време на полет, което оказва влияние върху контролите за наклон. След излитане, грешката незабавно кара самолета да се издигне силно и натоварва корпуса извън неговите структурни граници. Това причинява силно разклащане и пренапрежение на корпуса, което довежда до разпадането на машината във въздуха.
Тази катастрофа, както и катастрофата на полет 4509 на „Чайна Саутуест Еърлайнс“ през 1999 г., довеждат до решението на Китай да спре използването на „Туполев Ту-154“. Всички „Ту-154“ в Китай са изведени от експлоатация на 30 октомври 2002 г. През 2003 г. „Чайна Нортуест Еърлайнс“ и още няколко китайски авиолоинии се обединяват в „Чайна Ийстърн Еърлайнс“. Полет 2303 все още се използва от „Чайна Ийстърн Еърлайнс“ за техния полет Сиан-Гуанджоу.